# Othnacris surdaster
Othnacris surdaster är en insektsart som beskrevs av Marius Descamps 1977. Othnacris surdaster ingår i släktet Othnacris och familjen Romaleidae. Inga underarter finns listade i Catalogue of Life.

## Bildgalleri

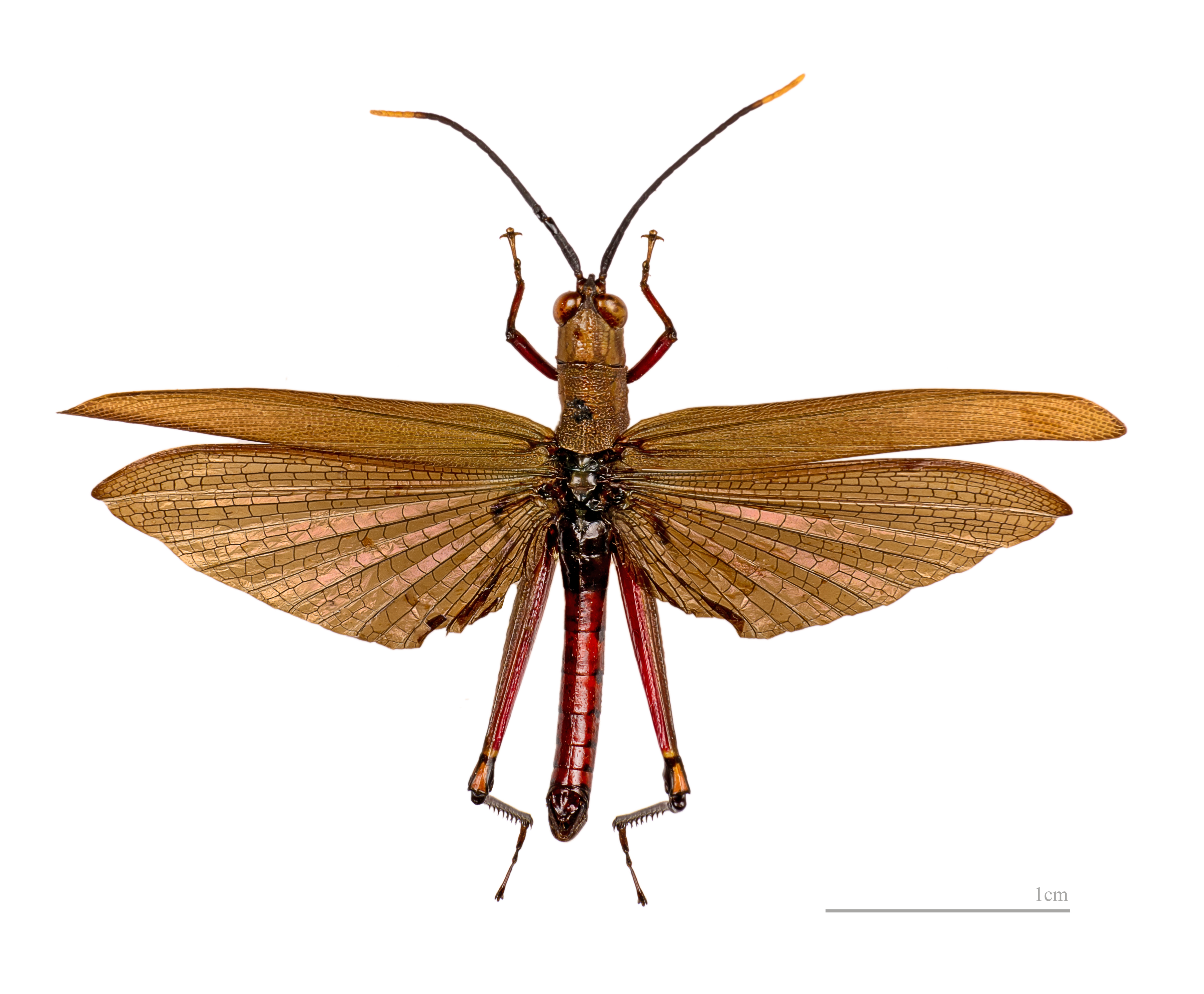